# In famiglia (serie televisiva)
In famiglia (En famille) è una serie televisiva francese composta da 16 episodi di circa 15 minuti, trasmessa nel 1966 dalla francese ORTF. Diretta da Jean Vernier, è tratta dal romanzo In famiglia dello scrittore francese Hector Malot, adattato per la televisione da Yves Jamiaque. In Francia la serie è stata trasmessa a partire dal 18 marzo 1966, in Italia è stata trasmessa su Rai 1 nel segmento televisivo La TV dei ragazzi in 7 episodi di circa 30 minuti, a partire da lunedì 26 maggio 1969.

## Elenco episodi
La serie televisiva è stata trasmessa in Italia a partire dal 26 maggio 1969. Le date indicate sono quelle di trasmissione della versione italiana.
1. Arrivo al Campo Guillot (26 maggio 1969)
2. L’asinello Polikare (2 giugno 1969)
3. Una nuova amica (9 giugno 1969)
4. La filanda (16 giugno 1969)
5. Incarico di fiducia (23 giugno 1969)
6. Una lettura importante (7 luglio 1969)
7. Tutto sarà nuovo (14 luglio 1969)